# Fredrik Lööf
Fredrik Max Emil Lööf (Kristinehamn, 13 december 1969) is een Zweeds zeiler.
Lööf eindigde in 1992 tijdens de spelen als vijfde in de eenmansboot Finn.
Van 1993 tot 1999 reeg Lööf de medailles aaneen in de Finn waaronder twee wereldtitels, tijdens de Olympische Zomerspelen 1996 eindigde Lööf als vijfde. Vier jaar later tijdens de Olympische Zomerspelen 2000 won Lööf de bronzen medaille. Na de spelen van 2000 stapte Lööf over naar de tweemansboot Star. In 2001 werd Lööf samen met Christian Finnsgård wereldkampioen. In 2004 Lööf werd samen met Anders Ekström wereldkampioen in de Star. Lööf won samen met Ekström in 2008 de olympische bronzen medaille in de Star.
Lööf behaalde zijn grootste succes tijdens zijn zesde Olympische Zomerspelen door samen met Max Salminen de gouden medaille te winnen. Tijdens de sluitingsceremonie mocht Lööf de Zweedse vlag dragen.

## Resultaten

### Wereldkampioenschappen
| Jaar | Plaats         | Resultaten    |
| ---- | -------------- | ------------- |
| 1990 | Porto Carras   | 12e Finn      |
| 1991 | Kingston       | 4e Finn       |
| 1992 | Cádiz          | 18e Finn      |
| 1993 | Bangor         | Finn          |
| 1994 | Tallinn        | Finn          |
| 1995 | Melbourne      | Finn          |
| 1996 | La Rochelle    | Finn          |
| 1997 | Cannes         | 10e 6 meter   |
| 1997 | Gdańsk         | Finn          |
| 1998 | Athene         | Finn          |
| 1999 | Melbourne      | Finn          |
| 2000 | Weymouth       | 8e Finn       |
| 2001 | Medemblik      | 6e Star       |
| 2002 | Marina del Rey | 14e Star      |
| 2003 | Cádiz          | Star          |
| 2004 | Gaeta          | Star          |
| 2005 | Buenos Aires   | 4e Star       |
| 2005 | San Francisco  | 18e Etchells  |
| 2006 | San Francisco  | 5e Star       |
| 2007 | Santa Cruz     | 17e Melges 24 |
| 2007 | Cascais        | 8e Star       |
| 2008 | Miami          | 11e Star      |
| 2009 | Varberg        | 6e Star       |
| 2009 | Port Cervo     | 10e Melges 32 |
| 2010 | Rio de Janeiro | 7e Star       |
| 2011 | Perth          | 5e Star       |
| 2012 | Hyères         | 5e Star       |

### Olympische Zomerspelen
| Jaar | Plaats    | Resultaten |
| ---- | --------- | ---------- |
| 1992 | Barcelona | 5e Finn    |
| 1996 | Atlanta   | 5e Finn    |
| 2000 | Sydney    | Finn       |
| 2004 | Athene    | 12e Star   |
| 2008 | Peking    | Star       |
| 2012 | Londen    | Star       |